# Herta Anitaș
Herta Anitas (n. 18 august 1962, Timișoara, România) este o canotoare română, laureată cu argint și cu bronz la Seul 1988.